# XVII wiek w informatyce
Kalendarium informatyczne XVII wieku
- 1614 – John Napier opisał logarytmy oraz skonstruował tzw. kostki Napiera, ułatwiające mnożenie liczb wielocyfrowych[1][2].
- 1620 – Edmund Gunter stworzył skalę logarytmiczną[3].
- 1622 – William Oughtred wynalazł suwak logarytmiczny[3].
- 1623 lub 1624 – Wilhelm Schickard skonstruował pierwszy kalkulator (tzw. zegar liczący)[3][4][5].
- 1642 – Blaise Pascal skonstruował Pascalinę[4] (według innego źródła Pascal pracował nad maszyną w latach 1641–1645[6]).
- 1666 lub 1668 – sir Samuel Morland skonstruował maszynę liczącą[6][7].
- 1671 – Gottfried Wilhelm Leibniz skonstruował arytmometr Stepped Reckoner[8].
- 1678 – René Grillet de Roven skonstruował maszynę liczącą, wykorzystując pewne pomysły Napiera[9].